# Hartville (Missouri)
Hartville – miasto w Stanach Zjednoczonych, w stanie Missouri, w hrabstwie Wright.